# Cantique de la racaille
Pour les articles homonymes, voir Racaille (homonymie).
Cet article concerne le roman. Pour le film, voir Cantique de la racaille (film).
Cantique de la racaille est un roman de Vincent Ravalec publié en 1994 aux éditions Flammarion et qui a obtenu la même année le premier prix de Flore décerné.

## Résumé
Voir le synopsis du film.

## Adaptation cinématographique
Le roman a été adapté au cinéma par son auteur qui en a ainsi fait son premier long métrage, Cantique de la racaille, sorti en 1998.